# Phare de Point Sur
Le phare de Point Sur est un phare situé sur Point Sur State Historik Park, un parc d'État près de Carmel-by-the-Sea, dans le Comté de Monterey (État de la Californie), aux États-Unis.
Ce phare est géré par la Garde côtière américaine, et les phares de l'État de Californie sont entretenues par le District 11 de la Garde côtière.
Il est inscrit au Registre national des lieux historiques depuis le 3 septembre 1991.

## Histoire
Le phare a été construit en 1889, sur la tête du rocher de Point Sur. Il a d'abord été équipé d'une lentille de Fresnel de 1er ordre. Celle-ci est maintenant exposée au Musée de Monterey. Le phare a été automatisé en 1972.

## Description
Le phare est une tour carrée en pierre grise, avec galerie et lanterne, de 15 m de haut, attachée à une petite maison d'un étage contenant la corne de brume. La galerie est peinte en noir et le dôme de la lanterne est peint en rouge.
Il est maintenant équipée d'une balise moderne de type DCB-224 (en) qui émet, à une hauteur focale de 82 m, un éclat blanc toutes les 15 secondes. Sa portée est de 25 milles nautiques (environ 46 km). Le signal de brume émet deux explosions toutes les minutes.
Identifiant : ARLHS : USA-639 - Amirauté : G3988 - USCG : 6-0280.
|                   |
| Point Sur Station |

|           |
| Point Sur |

|             |
| La lanterne |

|                    |
| La balise actuelle |

### Lien connexe
- Liste des phares de la Californie